# Petros Moraites
Petros Moraites (Πέτρος Μωραΐτης; 1832 Tinos – 1905) byl řecký fotograf.

## Životopis
Petros Moraitis se narodil ve vesnici Mesi v Tinosu v roce 1832. Studoval malbu na umělecké škole. Jeho fotoateliér se nacházel na ulici Ermou 41 ve starém domě Koromila. V roce 1855 se zařadil mezi umělce, kteří se podíleli na výstavě Klasická kytice pro Světovou výstavu v Paříži. Je jediným řeckým fotografem průkopníkem, který nepřetržitě pracoval více než třicet let.

## Galerie

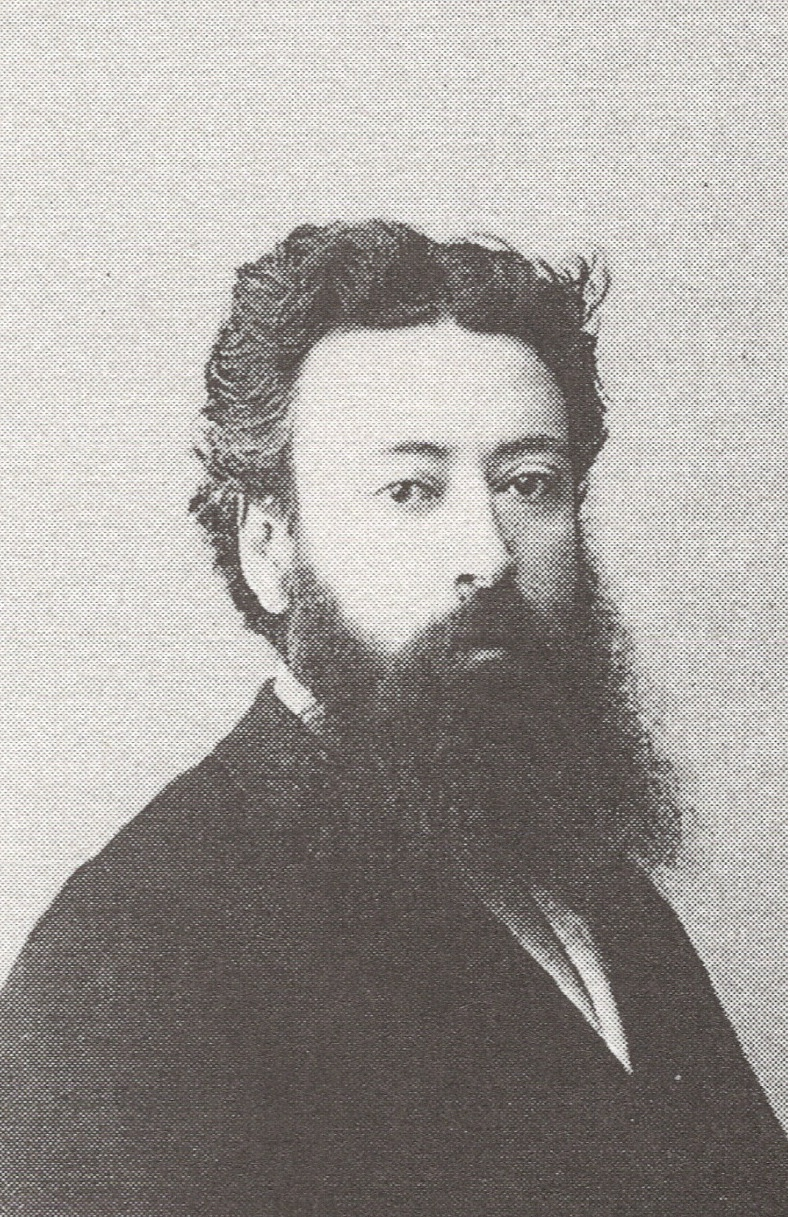
Řecký matematik Johannes Hazzidakis, Fotoalbum für Weierstraß 038
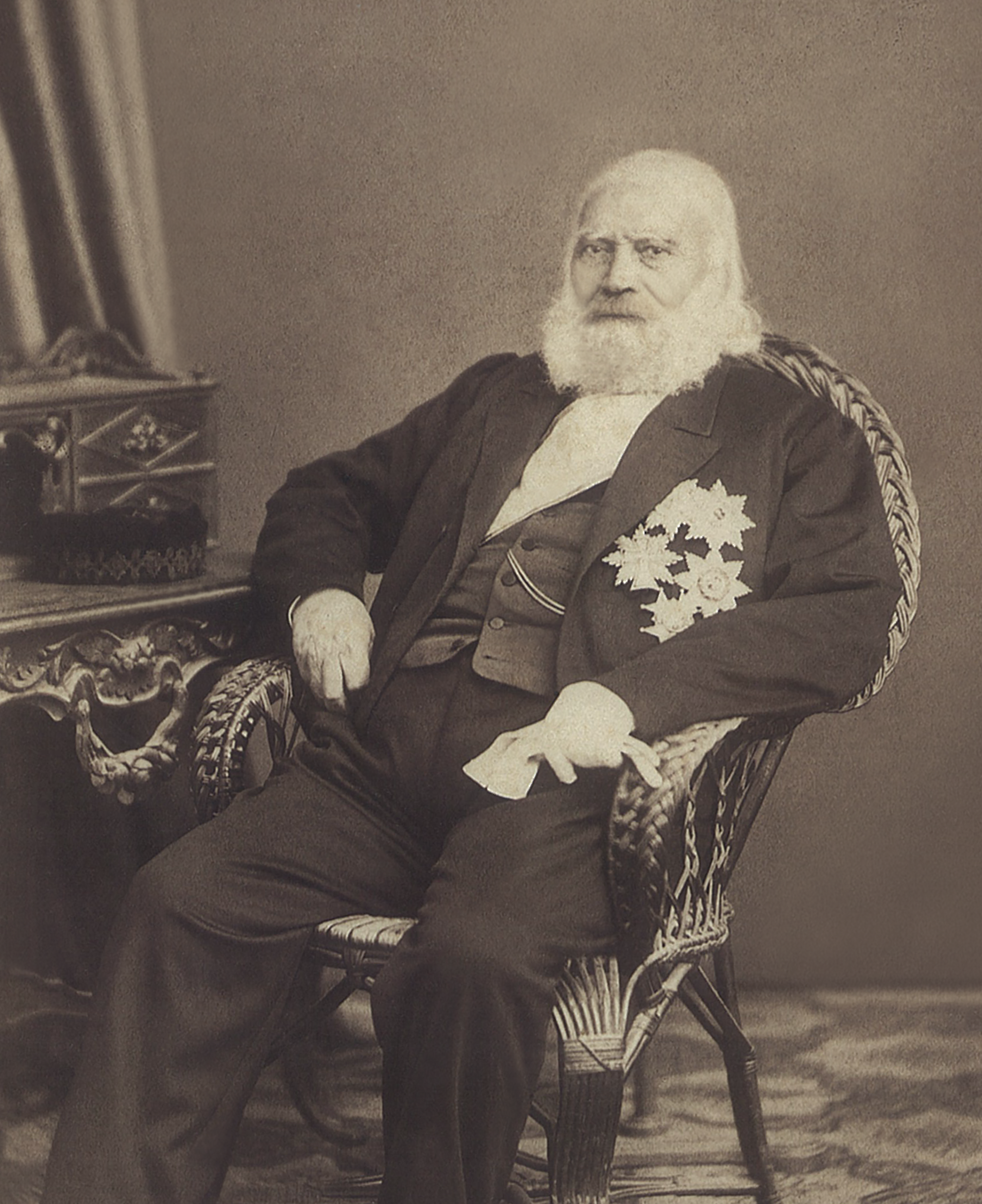
Konstantinos Kanaris
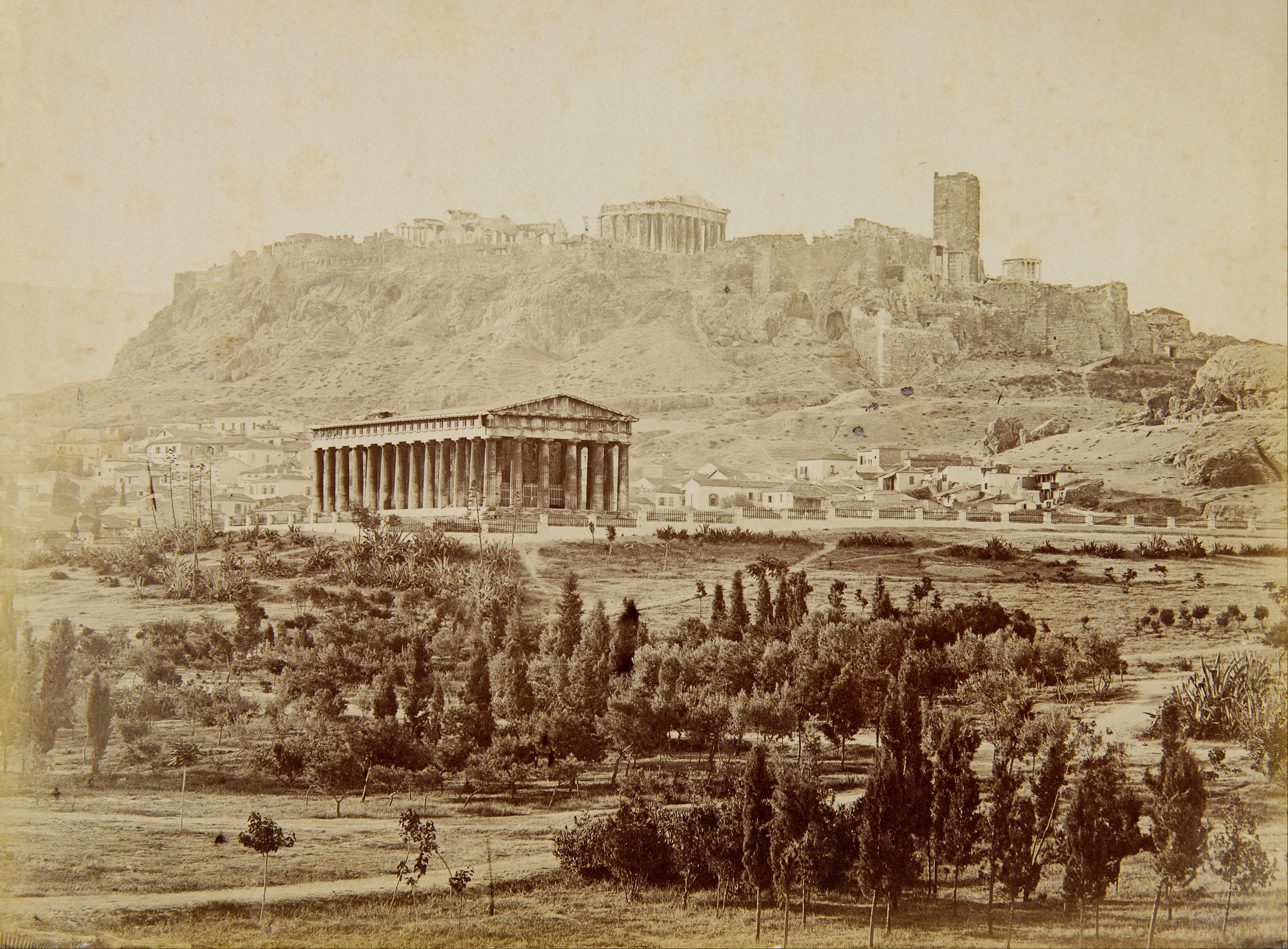
Pohled na Theseion s Akropolí v dálce, 1870
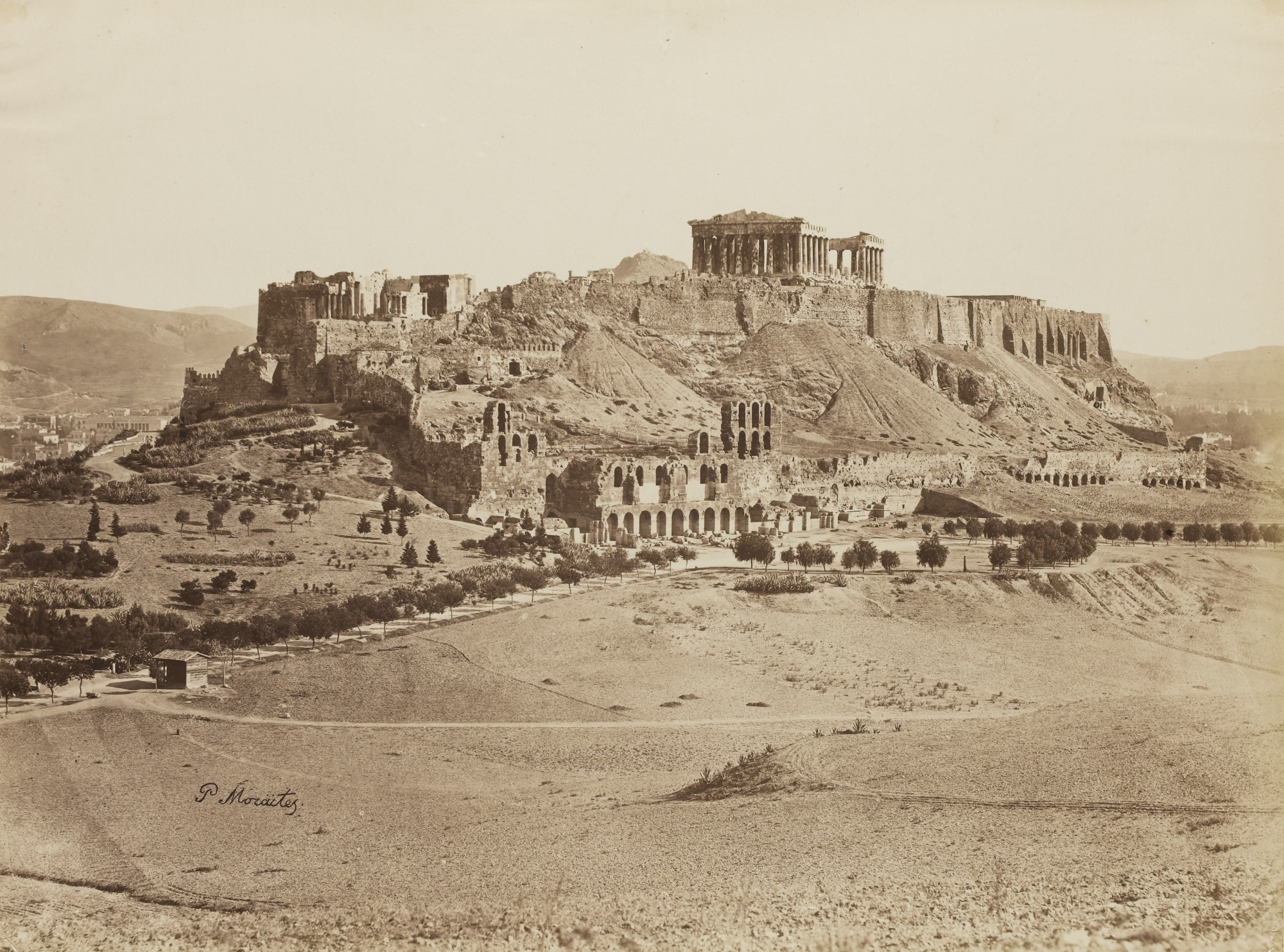
Pohled na Athény, 1870